# فانتوم (فیلم ۲۰۰۲)
فانتوم (انگلیسی: Phantom) یک فیلم است که در سال ۲۰۰۲ منتشر شد.